# Paraspathulina apicomacula
Paraspathulina apicomacula är en tvåvingeart som beskrevs av Hardy och Drew 1996. Paraspathulina apicomacula ingår i släktet Paraspathulina och familjen borrflugor. Inga underarter finns listade i Catalogue of Life.